# Bacalao al pil pil

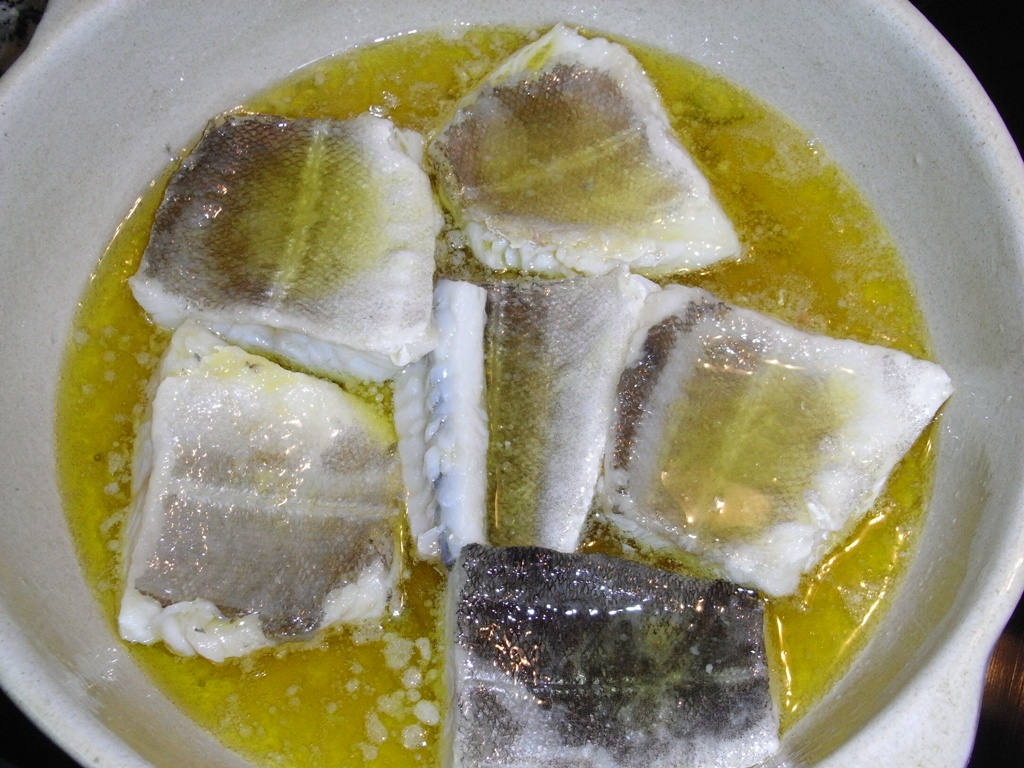
Bacalao al pilpil en proceso de cocinado.

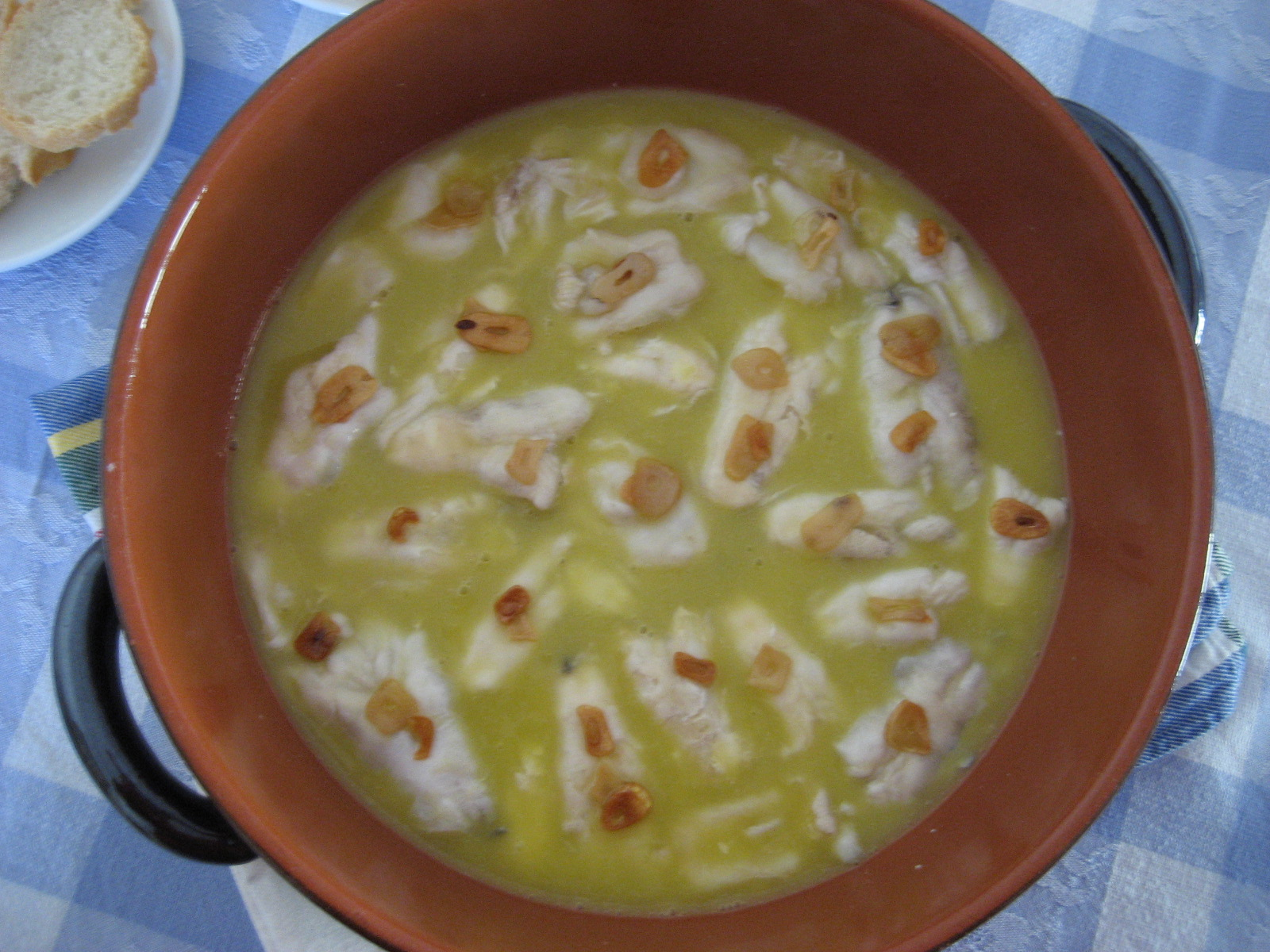
Unas cocochas de bacalao al pilpil.

El bacalao al pilpil (grafía correcta recogida por la Real Academia de la Lengua) es un plato tradicional de la cocina vasca elaborado con cuatro ingredientes básicos: bacalao, aceite de oliva, ajo y guindillas. Se suele emplear por regla general en su elaboración una cazuela de barro.

## Origen del nombre
El nombre de pilpil es de origen incierto, según algunos procede del movimiento giratorio que realiza la muñeca durante la elaboración para que ligue la salsa, otros afirman que es una onomatopeya del sonido que produce la salsa al hervir. Según algunas fuentes el término pilpil procede, a través del portugués, del nombre en  idioma suajili de las guindillas "piri piri" que se utilizan en su elaboración.

## Características
Para la realización se emplea como ingrediente principal el bacalao (puede ser bacalao en salazón, en este caso hay que desalarlo 48 horas antes, cambiando varias veces de agua), se trata de un pescado de bajo contenido graso y rico en proteínas de alto valor biológico. Además del bacalao, los únicos ingredientes necesarios son el aceite de oliva y los ajos. El ajo ayuda a emulsionar la salsa, el procedimento es freír los ajos, reservarlos y esperar que el aceite enfríe para introducir el bacalao. El aceite de oliva es indispensable para elaborar la salsa que acompaña al plato y que ayuda a formar una emulsión de las gelatinas del pez con el aceite. Para la elaboración el bacalao se confita, nunca se fríe. El confitado se logra poniendo el aceite  a baja temperatura, entre 53-60 grados centígrados, mientras se prepara hay que ir moviendo la cazuela de barro para que el aceite se emulsione (ligar la salsa) y forme la salsa de color dorado.

## Polémica
Según la marquesa de Parabere en su libro La Cocina Completa (1933), «Muchos confunden el bacalao al pil-pil con el bacalao ligado. El verdadero pil-pil lleva el aceite claro y quiere expresar que se ha de presentar en la mesa con el ruido del hervor».
De la misma opinión es José María Busca Isusi  en su Alimentos y Guisos en la Cocina Vasca (1958): «El bacalao al "pil-pil" se reduce a poner las tajadas del bacalao en finísimo aceite de olivas y darles un tratamiento igual al de las angulas. El aceite debe de quedar transparente». Frecuentemente se confunde el bacalao al “pil-pil” con el bacalao ligado. La salsa se produce por un mecanismo análogo al de la producción de la salsa verde y que reseñamos en el capítulo dedicado a la merluza. En esta salsa hay que emplear agua donde se ha templado el bacalao, debido a que las tajadas a pesar del prolongado remojo, no tienen agua suficiente para producir emulsión.
En algunos manuales de cocina del siglo XIX recetas parecidas de bacalao son nombradas como bacalao a la provenzal u otros nombres.
Entre los elaboradores de este plato existe una polémica acerca de la colocación del bacalao en la bandeja para su cocción, existen aquellos que dicen primero el bacalao con la piel para arriba (cinco minutos) y luego se da la vuelta y se hace el pilpil, otros por el contrario mencionan que el bacalao debe estar con la piel para abajo en las primeras fases y el ‘pilpil’ se hace posteriormente con la piel hacia arriba. La discusión se centra en la mejor forma de sacar al pescado la gelatina y emulsionar la salsa.

## Nutrición
No hay que olvidar que su contenido calórico es bastante elevado, por lo que la cantidad utilizada deber ser moderada en personas que presenten problemas de exceso de peso. Gracias al excelente sabor del bacalao y a la presencia de ajos y guindilla en la salsa, no es necesario añadir sal en la condimentación del plato.